# 村上利夫
村上 利夫（むらかみ としお、1932年（昭和7年）3月12日 - ）は、日本の農業技術者、政治家。元福井県小浜市長（2期）。

## 来歴
福井県上中町（現・若狭町）出身。福井県立遠敷農林学校（現・福井県立若狭東高等学校）卒業。福井県立高等農業講習所（現・福井県立大学）鯉淵学園研究科卒業。
1952年から、福井県農業改良普及員・専門技術員等。1971年から1976年まで、福井県立農業短期大学校（のち福井県立大学看護短期大学部）教授。その後、福井県農林水産部長、同県議会議員、同県農業会議会長、同県森林組合連合会長などを経て、福井県小浜市長（2000年8月から2期）。全国歴史研究会本部正会員。1998年、協同農業普及事業功労（農林水産大臣）。2001年緑白綬有功章（大日本農会）。2009年、旭日小綬章。2009年、緑化功労表彰（農林水産大臣）。

## 政治的主張

### 道州制について
福井県では、仮に道州制が施行された場合、所属について地方制度調査会（所在地：東京都区部）による区割り案は、9道州の場合は関西州に、11道州及び13道州の場合は北陸州、また、「熱論・合州国家日本」に掲載されている区割り案では、大前研一案が北陸道、平松守彦案が関東信越州、江口克彦案が信越北陸州とされている。
2006年（平成18年）3月1日、河瀬一治・敦賀市長は、新年度当初予算案発表会見の中で道州制について触れ、以下のように発言した。
次いで、同年3月6日には、村上利夫（当時小浜市長）も、市議会の所信表明で道州制について触れ、以下のように発言した。
一方、3年後の2008年（平成21年）8月4日に河瀬一治・敦賀市長が定例記者会見にて上述の「嶺北とは縁を切る」という自身の発言について新聞記者から質問された際には、「嶺南と嶺北を分けるのではなく、福井県が一体となって関西へ入ることが望ましい」という主旨で以下のように発言している。
と語っている。

## 逸話
2008年6月28日午後8時15分頃、岐阜県各務原市蘇原寺島町1丁目で、パートの46歳女性が自宅で血を流して倒れているのを帰宅した塗装工の17歳息子が発見し110番通報した。岐阜県警察各務原警察署は、殺人事件と断定、捜査本部を設置し、同居していた46歳男性の行方を追っていた。翌、6月29日未明、福井県小浜市内で同居人の46歳男性が使用していた軽自動車が見つかり、岐阜、福井両県警が捜索を開始した。7月1日午後7時25分頃、小浜市東勢にある村上市長宅の離れに隠れているのを、帰宅した市長らが見つけ、市職員が福井県警察小浜警察署に通報。署員が付近を捜索し、約20分後に勢浜海水浴場近くの海に潜っているのを発見した。海水を飲み衰弱しているといい、捜査本部は回復を待って殺害方法や動機を調べる。